# Dacnusa gentianae
Dacnusa gentianae är en stekelart som beskrevs av Griffiths 1967. Dacnusa gentianae ingår i släktet Dacnusa och familjen bracksteklar. Inga underarter finns listade i Catalogue of Life.